# Hanse-Parlament
Das Hanse-Parlament ist ein Zusammenschluss von mehr als 50 Wirtschaftskammern (Handwerkskammern, Handelskammern und ähnlichen Einrichtungen) rund um den Ostseeraum. Gemeinsames Ziel ist die Stärkung der kleinen und mittleren Unternehmen (KMU). Das zentrale Büro hatte seinen Sitz in Kopenhagen und nun in Hamburg, wo der eingetragene Verein auch registriert ist. Es handelt sich um eine Organisation mit einem streng nicht kommerziellen Charakter. Die Zusammenarbeit der Mitglieder begann in den frühen 1990er Jahren, seit 1994 werden konkrete (EU-)Förderprojekte durchgeführt. Durch die EU-Osterweiterung von 2004 wurde die Zusammenarbeit mit den östlichen Ländern der Region stark intensiviert. Die Organisation umfasst Mitglieder aus 11 Ländern: Norwegen, Schweden, Finnland, Russland, Estland, Lettland, Litauen, Weiß-Russland, Polen, Dänemark und Deutschland. Vorsitzender des Vereins ist Jürgen Hogeforster.
Namensgeber war die Hanse, ein über Jahrhunderte erfolgreiches Netzwerk im Ostseeraum. Allerdings konzentriert sich das Hanse-Parlament auf die Länder in diesem Raum (Dänemark, Deutschland, Polen, Lettland, Litauen, Estland, Russland, Belarus, Finnland, Schweden und Norwegen) und dehnt sich nicht so weit westlich aus wie die klassische Hanse, die z. B. auch in Brügge (Belgien) oder England aktiv war.
Um eine verstärkte Kooperation zwischen der mittelständischen Wirtschaft und akademischen Institutionen im Bereich von Qualifikation und Forschung zu realisieren, hat das Hanse-Parlament 2010 die Baltic Sea Academy initiiert, ein Netzwerk von 15 Universitäten und Fachhochschulen aus neun Ländern.

## Hanse-Tagungen

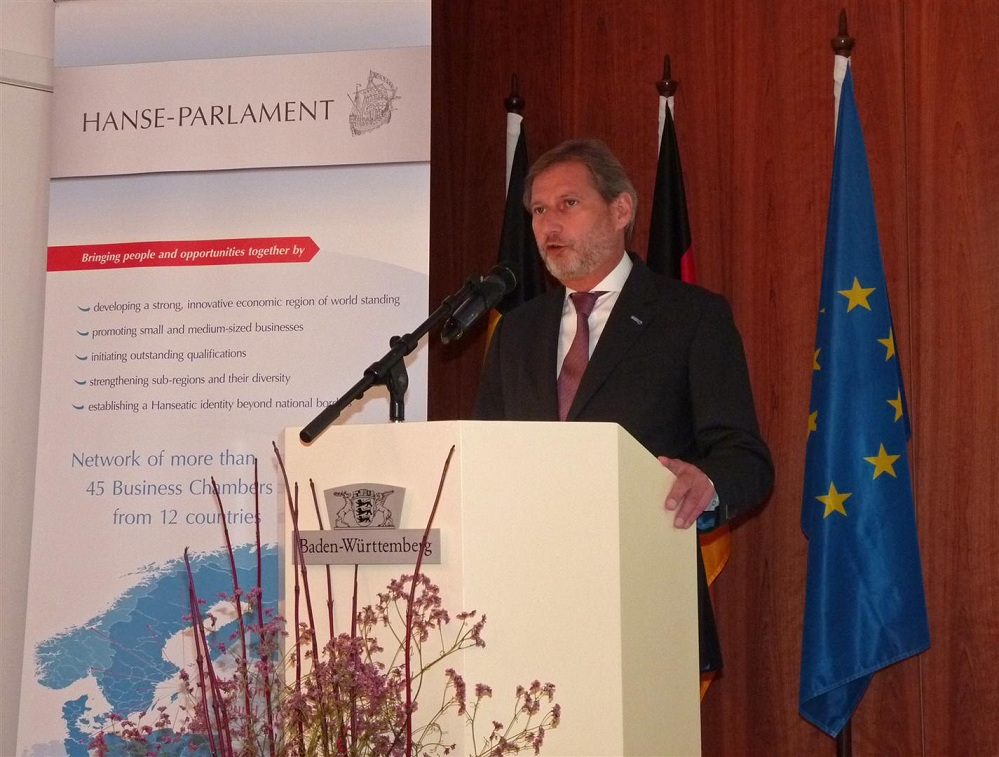
EU-Kommissar Johannes Hahn bei der Generalversammlung 2012

Wenngleich sich das Hanse-Parlament auf die Wirtschaftsförderung von KMUs konzentriert, so unterstützt es auch die kulturelle Zusammenarbeit und makroregionale Entwicklung des Ostseeraumes. Zu diesem Zweck findet beispielsweise jährliche die Hanse-Tagung statt, an der Wissenschaft, Politik und mittelständische Wirtschaft zusammenkommen und zwei Tage gemeinsam diskutieren. Bei der Konferenz referieren neben Wirtschaftsvertretern auch Wissenschaftler und Politiker, z. B. zur Tagung „Erneuerbare Energien und KMUs im Ostseeraum“ 2011 EU-Kommissar Günther Oettinger oder zum Thema „Innovation und Regionalentwicklung“ 2012 EU-Kommissar Johannes Hahn. Im Anschluss an  Referate wird bei der auf 120 Teilnehmer limitierten Konferenz an runden Tischen diskutiert. Die Referate und Ergebnisse der Diskussionen werden in einer Publikationsreihe der Baltic Sea Academy veröffentlicht.